# Madame Gelot-Sandoz
Pour les articles homonymes, voir Gelot (homonymie) et Sandoz (homonymie).
Madame Gelot-Sandoz, née Charlotte Sandoz (Nîmes, 1803-Paris, 1846), est une photographe primitive française, brièvement active au milieu des années 1840 à Paris. Elle est l'une des toutes premières femmes daguerréotypistes en France.

## Biographie
Madame Gelot-Sandoz naît le 27 décembre 1803, sous le nom de Charlotte Sandoz, à Nîmes. Elle est la fille de Jean-Jacques Sandoz, fabricant d’indiennes, et de Charlotte Virchaud, tous deux nés en Suisse, dans le canton de Neuchâtel, et mariés en 1792 à Bourgoin-Jallieu.
En 1827, elle épouse à Lyon Antoine Gelot, dessinateur, établi place Sathonay comme fabricant de dessins pour étoffes. Elle donne naissance dans la même ville à un fils en 1831 et une première fille en 1835. Spécialisé dans le commerce de châles, Antoine Gelot fonde divers sociétés qui connaissent un certain succès,,. Leur seconde fille naît à Paris, en 1838, où le couple s'est probablement établi.
C'est sous le nom de Madame Gelot-Sandoz que la photographe apparaît, dans les éditions 1844 à 1846 de l’Annuaire général du commerce, à la rubrique « Daguerréotypes ». Installée 2 boulevard Poissonnière, elle propose des « portraits photogéniques à l'ombre par tous les temps, achat et vente d'appareils daguerr[éotypes], leçons et fournitures de tous genres pour daguerr[éotypes] à des prix modérés, reproduction de tableaux, gravur[es] et vues de toute nature. » Elle est l'une des rares femmes daguerréotypistes à posséder son propre studio, avec Amélie Guillot-Saguez,.
Charlotte Sandoz meurt prématurément à Paris en 1846.

## Collections
- Beinecke Rare Book and Manuscript Library Repository, Julia Driver collection of women in photography
- Musée français de la photographie
- Musée Nicéphore-Niépce
- National Gallery of Art (U.S.) Department of Image Collections [4]

## Expositions
- 26 mars 2010 - 30 avril 2010. Dessins de photographes, Paris, galerie Françoise-Paviot
- 12 février 2011 - 26 mars 2011. Un bon mouvement.. vite !, Paris, galerie Françoise-Paviot
- 10 novembre - 22 décembre 2012. Small is Beautiful Part II, Paris, galerie Françoise-Paviot, dans le cadre du Mois de la photo 2012[14]
- 4 octobre 2015 - 24 janvier 2016. Qui a peur des femmes photographes ? Paris, musée d'Orsay, musée de l'Orangerie
- 27 janvier 2018 - 24 mars 2018. Ce qui [nous*] vous manque à tous (*after Man Ray), First part : Twenty Excellent Vintage Works : 1843/1898, Paris, galerie Françoise-Paviot[15]